# Età: quattro miliardi di anni
Età: quattro miliardi di anni (titolo originale inglese Life: An Unauthorized Biography; negli Usa Life: A Natural History of the First Four Billion Years of Life on Earth) è un saggio del paleontologo e divulgatore britannico Richard Fortey pubblicato in originale nel 1997 e in Italia nel 1999 da Longanesi. 

## Contenuto
Il libro racconta il lungo cammino della vita sulla terra utilizzando le conoscenze acquisite con lo studio dalle forme viventi  fossilizzate nelle rocce, utilizzando le tecniche della moderna paleontologia. Dalla misteriosa fase della nascita della vita nella forma di una prima cellula in grado di replicarsi, ai primi semplici organismi unicellulari, passando per le prime forme di organismi pluricellulari e all'enigmatica fauna di Ediacara, l'autore ci conduce attraverso le ere geologiche che hanno visto gli esseri viventi uscire dal mare, prosperare ed evolversi in forme a volte terrificanti, estinguersi periodicamente, ed alla fine generare l'uomo moderno. Una storia lunga quattro miliardi di anni che può essere ricostruita attraverso le scoperte a volte fortuite di personaggi spesso decisamente singolari, sempre tenaci nel cercare di far luce su un passato che nasconde comunque ancora molti dilemmi. Compreso quello particolarmente oscuro che ci riguarda più intimamente, l'origine della nostra stessa specie. Con la speranza che la conoscenza del passato possa aiutare l'uomo ad affrontare consapevolmente il futuro.

## Edizioni
- Richard Fortey, Età: quattro miliardi di anni, traduzione di Isabella C. Blum, collana La lente di Galileo, Longanesi, 1999,  p. 492, ISBN 88-304-1633-9.